# Cucullia perforata
Cucullia perforata är en fjärilsart som beskrevs av Bremer 1864. Cucullia perforata ingår i släktet Cucullia och familjen nattflyn. Inga underarter finns listade i Catalogue of Life.